# Tvøroyri (commune)
Pour les articles homonymes, voir Tvøroyri.
La commune de Tvøroyri est une commune des îles Féroé située sur la partie nord de l'île Suðuroy. Sa population est de 1 785 habitants (2008).

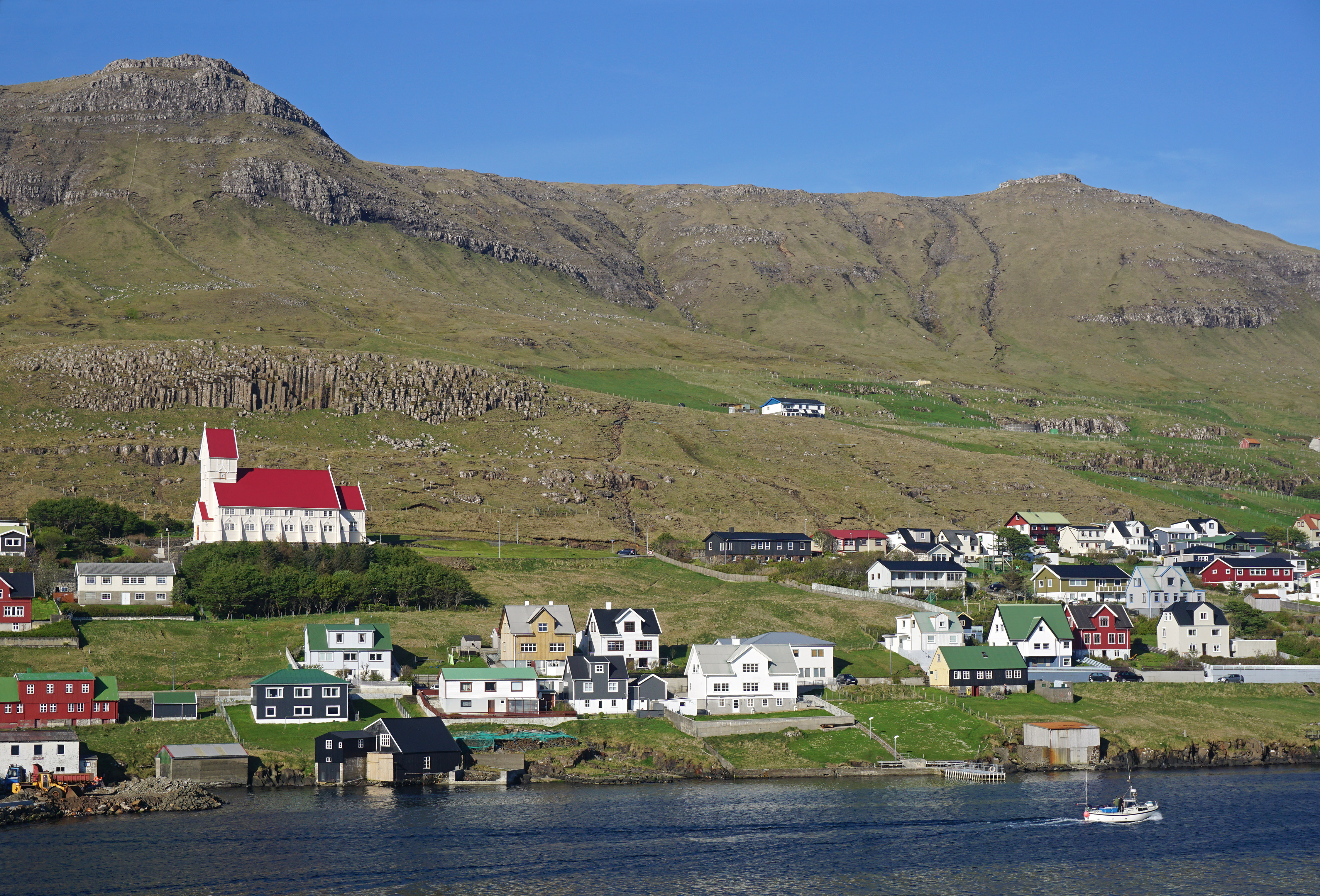
Tvøroyri

## Population
| Année | Population |
| ----- | ---------- |
| 1989  | 2.122      |
| 1995  | 1.831      |
| 2001  | 1.837      |
| 2002  | 1.867      |
| 2007  | 1.779      |
| 2008  | 1.785      |